# Каниэ, Микиэ
Микиэ Каниэ (яп. 蟹江美貴; род. 4 декабря 1988, Гифу, Япония) — японская спортсменка, стрелок из лука, бронзовый призёр 2012 года в командном первенстве.